# Museo civico archeologico di Arona
Il museo civico archeologico di Arona, detto anche museo civico archeologico Khaled al-Asaad, è il museo archeologico della città omonima in provincia di Novara.
È ospitato nelle sale dell'ala sinistra dell'ottocentesco mercato coperto, situato nella centrale piazza San Graziano. Nello stesso edificio trova sede anche il museo mineralogico della città.

## Storia
Il museo civico archeologico viene inaugurato nel 1997 con l'intenzione di ospitare i reperti archeologici della città e del territorio circostante. Nel 2015 il museo viene intitolato alla memoria di Khaled al-Asaad.

## Collezione
Il museo ospita diversi reperti risalenti che vanno dall'età del bronzo fino all'alto medioevo. I reperti riferiti all'età del bronzo e del ferro provengono principalmente dall'insediamento palafitticolo dei lagoni di Mercurago e dalle vicine città di Castelletto Ticino e Dormelletto. I reperti dei periodi storici più recenti (romano e alto medievale), sono raccolti da tutto il territorio circostante, in particolare sono conservati molti oggetti di produzione medievale rinvenuti in un ritrovamento casuale nella vicina località di Paruzzaro .